# Kudagi, Indi
Kudagi là một làng thuộc tehsil Indi, huyện Bijapur, bang Karnataka, Ấn Độ.